# Qualificazioni al campionato mondiale di calcio 2022 - CAF - seconda fase - girone C
Questa voce raccoglie i risultati delle partite del girone C valido come secondo turno di qualificazione al Campionato mondiale di calcio 2022 per la zona africana.

## Classifica
| Squadra            | P.ti | G | V | P | S | RF | RS | DR |
| ------------------ | ---- | - | - | - | - | -- | -- | -- |
| Nigeria            | 13   | 6 | 4 | 1 | 1 | 9  | 3  | +6 |
| Capo Verde         | 11   | 6 | 3 | 2 | 1 | 8  | 6  | +2 |
| Liberia            | 6    | 6 | 2 | 0 | 4 | 5  | 8  | -3 |
| Rep. Centrafricana | 4    | 6 | 1 | 1 | 4 | 4  | 9  | -5 |

## Risultati

### 1ª giornata
| Arbitro: | Peter Waweru |

|              |           |             |
| Toropité 53’ | Marcatori | 36’ Tavares |

| Arbitro: | Kouassi Attisso Attiogbe |

|                    |           |  |
| Ịheanachọ 22’, 44’ | Marcatori |  |

### 2ª giornata
| Arbitro: | Sekou Ahmed Touré |

|  |           |             |
|  | Marcatori | 86’ Sherman |

| Arbitro: | Samir Guezzaz |

|             |           |                                     |
| Tavares 19’ | Marcatori | 30’ Osimhen 76’ (aut.) Rocha Santos |

### 3ª giornata
| Arbitro: | Jean Ouattara |

|              |           |                              |
| Harmon 45+3’ | Marcatori | 52’ Monteiro 90+2’ Rodrigues |

| Arbitro: | Abdel Aziz Bouh |

|  |           |               |
|  | Marcatori | 90’ Namnganda |

### 4ª giornata
| Arbitro: | Louis Hakizimana |

|  |           |                           |
|  | Marcatori | 29’ Balogun 45+1’ Osimhen |

| Arbitro: | Mohamed Ali Moussa |

|            |           |  |
| Mendes 90’ | Marcatori |  |

### 5ª giornata
| Arbitro: | Youssef Essrayri |

|  |           |                                      |
|  | Marcatori | 15’ (rig.) Osimhen 90+4’ (rig.) Musa |

| Arbitro: | Daniel Laryea |

|                         |           |           |
| Tavares 51’ Stopira 75’ | Marcatori | 11’ Ngoma |

### 6ª giornata
| Arbitro: | Mustapha Ghorbal |

|            |           |            |
| Osimhen 1’ | Marcatori | 6’ Stopira |

| Arbitro: | Kalilou Traore |

|                            |           |           |
| Macauley 2’ Wilson 8’, 74’ | Marcatori | 61’ Ngoma |